# شهرستان ماتلی (تگزاس)
شهرستان ماتلی، تگزاس (به انگلیسی: Motley County, Texas) یک سکونتگاه مسکونی در ایالات متحده آمریکا است که در تگزاس واقع شده‌است.

## خصوصیات
شهرستان ماتلی ۲٬۵۶۴٫۱ کیلومترمربع مساحت دارد.